# Tot oder lebendig
Tot oder lebendig è il secondo album da solista del rapper tedesco Kool Savas. È stato pubblicato il 2 novembre 2007, dall'etichetta discografica Optik Records/Sony BMG.

## Tracce
1. T.O.L. Intro - 2:29
2. Orakel - 2:53
3. Der Beweis - 3:36
4. On Top (featuring. Azad) - 3:38
5. Essah (featuring. Moe Mitchell) - 3:02
6. Mona Lisa - 2:06
7. Alle schieben Optik - 3:29
8. Nur ein Spiel - 2:52
9. Tot oder lebendig - 4:02
10. Skit - 2:13
11. Krank - 3:36
12. Melodie (featuring. Moe Mitchell & Senna) - 4:08